# فيروس اصفرار وتقزم الشعير
فيروس اصفرار وتقزم الشعير (بالإنجليزية: Barley Yellow Dwarf Virus)‏ هو من فيروسات الرنا التي تصيب النباتات من جنس الفيروس المصفر من عائلة فيروسات مصفرة (فيروسات نباتية).

## المضيفين
يصيب هذا الفيروس نباتات الفصيلة النجيلية مثل الشعير القمح الشوفان الذرة القمحيلم الأرز.

## طرق الانتقال
ينتقل هذا الفيروس عن طريق المن.

## الأعراض
يسبب الفيروس اصفراراً في الأوراق وتقزماً في النبات.

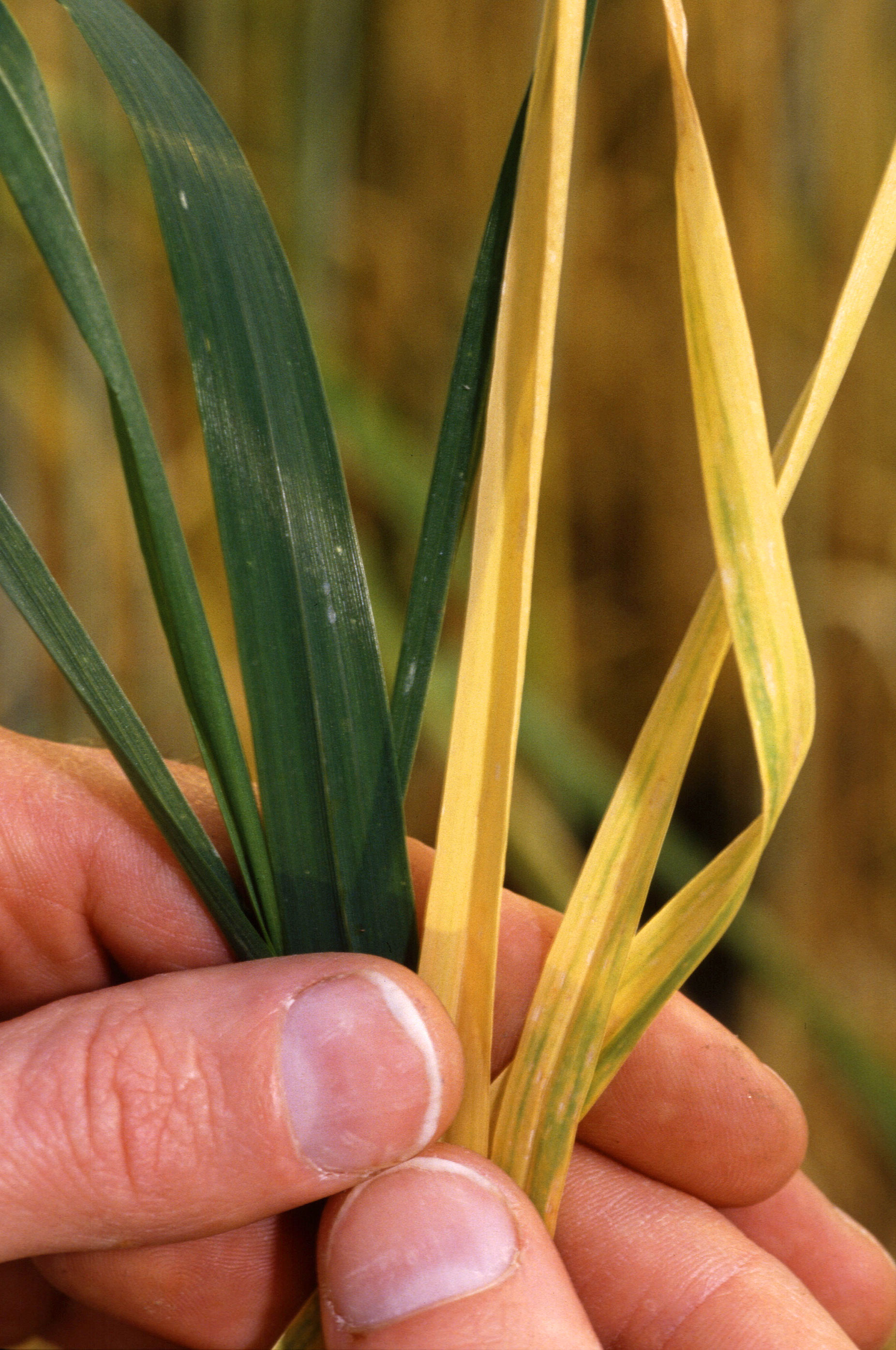
أعراض الإصابة بفيروس اصفرار وتقزم الشعير على نبات قمح